# Kuej E
Kuej E (čínsky pchin-jinem Guì È, znaky 桂萼, 1478–1531) byl čínský politik v říši Ming. Ve 20. letech 16. století podpořil císaře Ťia-ťing ve velkém sporu o obřady, což mu vyneslo vzestup na kancléře akademie Chan-lin a pak postupně ministra trestů, obřadů, státní správy a velkého sekretáře.

## Jména
Kuej E používal zdvořilostní jméno C’-š’ (čínsky pchin-jinem Zǐshí, znaky zjednodušené 子实, tradiční 子實) a literární pseudonymy Ťien-šan (čínsky pchin-jinem shān, znaky zjednodušené 见山, tradiční 見山) a Ku-šan (čínsky pchin-jinem Gǔshān, znaky 古山). Za zásluhy o stát obdržel posmrtné jméno Wen-siang (čínsky pchin-jinem Wénxiāng, znaky 文襄).

## Život
Kuej E se narodil roku 1478 v okrese An-žen (nyní okres Jü-ťiang) na severu provincie Ťiang-si. Vzdělával se v konfuciánském učení, přihlásil se k úřednickým zkouškám, roku 1507 složil provinční zkoušky a roku 1511 i zkoušky metropolitní a palácové a získal hodnost ťin-š’. Poté nastoupil úřednickou kariéru jako okresní správce, sloužil v Tan-tchu (丹徒) a Wu-kchangu (武康). Kvůli své prchlivosti se opakovaně dostával do sporů s nadřízenými, proto byl potrestán bitím holí a odvolán ze služby, roku 1517 byl přijat zpět, aby o tři roky později byl opět potrestán přeložením na nižší funkci.
Po nástupu nového císaře Ťia-ťinga se roku 1521 se vrátil do státní služby jako správce okresu Čcheng-an (成安) a pak povýšen na tajemníka nankingského ministerstva trestů. Koncem roku 1523 podal císaři memorandum v němž podpořil císařův postoj ve velkém sporu o obřady. Aby císaři ukázal, že má víc více podporovatelů, připojil ke svému podání i starší memoranda Si Šua a Fang Sien-fua. Memorandum císař obdržel v únoru 1524 a předal dokument k připomínkovému řízení, načež dostal 82 listů s 250 podpisy pekingských úředníků, kteří memorandum Kueje E jednomyslně odsoudili. Císař ho nicméně povolal do Pekingu, kam (s několika dalšími podporovateli panovníka) přijel v červnu 1524. V červenci pak byl panovníkem jmenován kancléřem akademie Chan-lin (spolu s Čang Fu-ťingem). Proti jmenování se strhla bouře odporu, protestovalo vedení akademie i desítky kontrolních úředníků s tím, že do vysokých úřadů nelze jmenovat kariéristy snažící se zalíbit panovníkovi. Císař naopak prohlásil, že jsou loajální, čestní a kvalifikovaní. Na to přes sedmdesát dozorčích tajemníků a cenzorů reagovalo požadavkem popravy dotyčných – za to, že obloudili panovníka. Na protest rezignovalo i 36 mladších členů akademie. Spor po dalších protestech vyvrcholil v srpnu 1524 veřejnou demonstrací stovek úředníků před audienční halou císařského paláce; byli zbiti, pozatýkání a potrestáni.
Kuej E byl v srpnu 1527 jmenován úřadujícím ministrem trestů, po měsíci ministrem obřadů a koncem roku ministrem státní správy. Na jaře 1529 byl povýšen na velkého sekretáře, na podzim téhož roku byl (s Čang Fu-ťingem) kontrolními úředníky obviněn z korupce, císař oba odvolal. Následovalo vystoupení jiného kontrolního úředníka, který prohlásil Kueje a Čanga za nevinné oběti zákulisních machinací prvního velkého sekretáře Jang I-čchinga. Císař po delším zvažování starého a nemocného Janga v říjnu 1529 se ctí odvolal z úřadu pro vysoký věk a vrátil zpět Čanga a v prosinci i Kueje E.
Roku 1531 Kuej E onemocněl, požádal o uvolnění u úřadu, vrátil se domů do Ťiang-si a 3. října 1531 zemřel.